# دانيال كرارا
دانيال كرارا (بالإسبانية: Daniel Carrara)‏ هو لاعب كرة قدم أرجنتيني في مركز الوسط، ولد في 30 ديسمبر 1982 في قرطبة في الأرجنتين. لعب مع نادي سبيزيا ونادي كياسو ونادي لوكارنو ونادي ليكو.